# وینلند (مینه‌سوتا)
وینلند (به انگلیسی: Vineland) یک منطقهٔ مسکونی در ایالات متحده آمریکا است که درشهر کاتیو واقع شده‌است. وینلند ۲۵٫۶ کیلومتر مربع مساحت و ۱٬۰۰۱ نفر جمعیت دارد و ۳۸۱٫۹۲ متر بالاتر از سطح دریا واقع شده‌است.